# 세계보건총회
세계보건총회(World Health Assembly, WHA)는 세계 보건 기구의 최고 의결기관이다.
보통 매년 5월에 스위스 제네바에서 열리며 194개 회원국에서 파견한 각국 대표가 참여해서 이사회에서 제출한 건강과 관련한 주제를 논의한다.
주된 임무는 조직 정책을 결정하고, 사무총장 임명, 재정 정책 심의, 예산 사업 검토 및 승인 등을 한다.
대한민국에서는 보통 보건복지부 장관이 수석대표로 참석한다.

## 구조
매 회기마다 총회는 의장과 다섯명의 부의장을 뽑아서, 다음 임기자가 선출될 때까지 총회를 관리하게 한다.

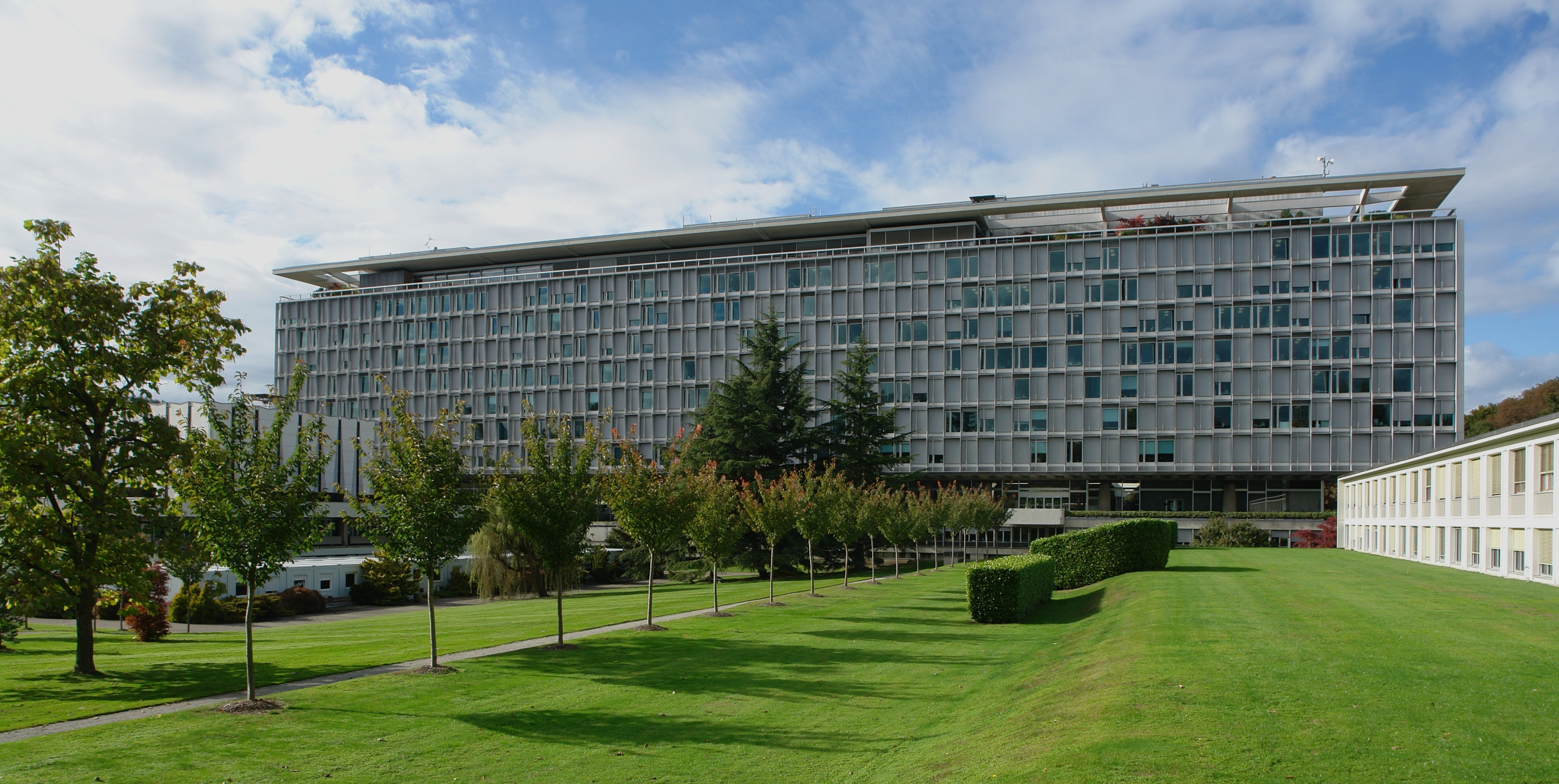
제네바에 있는 세계 보건 기구

## 같이 보기
- 유엔 총회 결의
- 유엔 안전 보장 이사회 결의